# Kang Full
Pour les articles homonymes, voir Kang et Full.
강도영
Œuvres principales
Chassés-croisés
- Appartement (manhwa)
- Timing
- L'Idiot

Kang Full (강풀), de son vrai nom  Kang Do-young (강도영), est un manhwaga né le 7 décembre 1974 en Corée du Sud.

## Biographie
Kang Full a fait des études de lettres coréennes à l'Université Sangji où il commence à dessiner, d'abord des affiches puis des bandes dessinées. En 2002, il crée un site internet sur lequel il publie ses œuvres

## Adaptation cinéma coréen
- BABO or Miracle of a Giving Fool (L'idiot), 바보 (Ba;Bo) 2008, réalisé par Kim Jung-kwon, écrit par Kim Young-tak et Kim Jung-kwon